# Thompsonville (comté de Jim Hogg, Texas)
Pour les articles homonymes, voir Thompsonville (homonymie).
Thompsonville est une census-designated place située dans le comté de Jim Hogg, dans l’État du Texas, aux États-Unis. Sa population s’élevait à 46 habitants lors du recensement de 2010.